# Hopes Die Last
Hopes Die Last é uma banda de post-hardcore de Roma, Itália, formada em 2004. Eles tem um contrato com a Standby Records. A atual formação da banda atualmente é formada por Daniele Tofani (vocais), Marco Calanca (vocal limpo e baixo), Marco Mantovani (guitarra), Luigi Magliocca (guitarra) e Ivan Panella (bateria). Até agora, a banda lançou dois álbuns de estúdio e dois EPs.

## História

### Primeiros anos e EPs (2005-2009)
A banda foi formada em 2004 em Ladispoli perto de Roma, como um grupo de amigos adolescentes. A banda se apresentou em Roma e, depois, em toda a Itália. Hopes Die last lançou o primeiro EP Aim For Tomorrow em 2005, um EP que contém seis músicas. O gênero deste EP é muito diferente do seu atual Post-Hardcore. "Aim for Tomorrow" foi um EP pop-punk/emo com poucos gritos e vocais melódicos.
Em 2008, eles foram capazes de invadir a cena Post-Hardcore, com o lançamento do EP Your Face Down Now. Graças ao lançamento desse EP, a banda cantou na Alemanha, Inglaterra, França, Japão e Estados Unidos. O EP contém seis músicas e um bonustrack acústico para o Japão, um dos quais ("Call Me Sick Boy") foi regravada para o álbum de estréia. É o último EP a incluir o ex-vocalista Nicolò Arquilla e o ex-guitarrista Jacopo.
A banda assinou com a gravadora Standby Records, a fim de liberar Six Years Home como uma versão discográfica, depois de ter assinado com a Wynona Records, uma gravadora italiana que produz principalmente emo/screamo.

### Sáida de Arquilla eSix Years Home(2009-2011)
Depois de sua turnê nos Estados Unidos e algumas datas na Europa, o vocalista de Screamo Nick decidiu  deixar a banda. Ele postou em sua página no myspace , a seguinte mensagem: Eae pessoal tudo bom? aqui é o Nick ... depois de meses pensando eu simplesmente percebi que não quero mais ser o vocalista/screamer do Hopes Die Last  Então aqui eu estou dizendo a vocês que eu vou deixar a banda. Eu ainda amo os outros caras da banda e ainda somos amigos como antes. Eu estou deixando a banda só porque eu não estou feliz em cantar este tipo de música. Sinto muito. Eu vou continuar apoiando O Hopes Die Last. Estarei de volta com um novo projeto em alguns meses por isso não se esqueçam de mim - Nick. Depois de ser o screamer por alguns meses na banda de post-hardcore HELIA. Em 2011, ele começou a produzir música eletrônica sob o nome de "Razihel".
Six Years Home é o primeiro álbum completo de Hopes Die Last (lançado em novembro 2009). O álbum contém 10 músicas. E  também é o primeiro da banda a incluir Daniele Tofani, o atual vocalista/screamer da banda. Um vídeo para a música Some Like it Cold foi lançado em promoção do álbum.
Em 2010, a banda estava em uma excursão para a Itália e outros países. O Cover da música da Katy Perry Firework foi lançada 3 de março de 2011, no MySpace oficial da banda. O segundo albúm da banda Trust No One inclui a música.

### Trust No One(2011-atualmente)
Os dois vocalistas do Hopes Die Last também iniciaram um projeto paralelo de Rock Alternativo chamado Everland, lançando seu álbum de estréia Once Upon A Time em dezembro de 2011.
Hopes Die Last estão gravando um novo álbum que sai em 2012. Em outubro, a banda parte para a turnê pelo Reino Unido com Attack Attack!, e então vai prosseguir com outras datas na Europa, Europa Oriental e Rússia. Em 14 de novembro de 2011, exatamente 3 meses antes, a gravadora postou um trailer  para o próximo single/vídeo para uma música nova e revelou o título do álbum. O álbum será chamado Trust No One e será lançado em 14 de fevereiro de 2012. Com os singles Unleash Hell e Never Trust the Hazel Eyed, lançado em janeiro de 2012.

## Integrantes
Atuais
- Daniele Tofani - vocal (2009-presente)
- Marco "Becko" Calanca - vocal limpo, baixo (2004-presente)
- Marco Mantovani - guitarra principal, vocal de apoio (2004-presente)
- Luigi Magliocca - guitarra base (2008-presente)
- Ivan Panella - bateria, percussão (2004-presente)

Ex-Integrantes
- Nicolò "Nick" Arquilla - vocal (2004-2008)
- Jacopo Iannariello - guitarra rítmica (2004–2008)

## Discografia

### Álbums e EPs
| 2005                               | Aim For Tomorrow   | Auto-lançado        | —  | —  | —   |
| 2007                               | Your Face Down Now | Still Life / Wynona | —  | —  | —   |
| 2009                               | Six Years Home     | Standby             | —  | —  | —   |
| 2012                               | Trust No One       | Standby             | 54 | 63 | 161 |
| "—" indica uma que não há posição. |                    |                     |    |    |     |

## Singles
| Ano  | Titúlo                                | Álbum                   |
| ---- | ------------------------------------- | ----------------------- |
| 2007 | "Thanks For Coming (I Like You Dead)" | Your Face Down Now (EP) |
| 2009 | "Some Like It Cold"                   | Six Years Home          |
| 2012 | "Unleash Hell"                        | Trust No One            |
| 2012 | "Never Trust the Hazel Eyed"          | Trust No One            |

## Videografia
| Ano  | Titúlo                                | Álbum                   |
| ---- | ------------------------------------- | ----------------------- |
| 2007 | "Thanks For Coming (I Like You Dead)" | Your Face Down Now (EP) |
| 2007 | "Call Me Sick boy"                    | Your Face Down Now (EP) |
| 2009 | "Some Like It Cold"                   | Six Years Home          |
| 2011 | "Johnny's Light Sucks"                | Six Years Home          |
| 2012 | "Unleash Hell"                        | Trust No One            |
| 2012 | "Never Trust the Hazel Eyed"          | Trust No One            |
| 2013 | "Hellbound" "The Wolfpack"            |                         |